# 塘房镇
塘房镇，是中华人民共和国云南省昭通市镇雄县下辖的一个乡镇级行政单位。

## 行政区划
塘房镇下辖以下地区：
塘房村、顶拉村、芒部山村、白鸟村、小擢魁村、大擢魁村、杉树林村和凉水村。